# Wipeout 64
Wipeout 64 är ett futuristiskt racingspel utvecklat av Psygnosis och utgivet av Midway Games 1998. Spelet är det tredje i Wipeoutserien.

## Handling
Spelet utspelar sig år 2098, ett år efter föregående spel.

### Fotnoter
1. ↑  ”Wipeout 64” (på engelska). Mobygames. 11 mars 1998. http://www.mobygames.com/game/n64/wipeout-64. Läst 16 maj 2015.